# Maurice Carême
Pour les articles homonymes, voir Carême (homonymie).
Maurice Carême, né le 12 mai 1899 à Wavre et mort le 13 janvier 1978 à Anderlecht, est un poète et écrivain belge de langue française.

## Biographie

### Jeunesse et formation
Maurice Carême est le fils d'un tapissier et peintre en bâtiment et d'une épicière,. Quasi tous ses ascendants sont originaires de Wavre, ou bien des villages d'alentour, tels Limal, Bierges, Rosières, etc.
Maurice Carême a deux sœurs (dont l'une mourut le lendemain de sa naissance) et deux frères (dont l'un décéda à huit mois).
Il passe son enfance et son adolescence à Wavre où il fait ses études primaires et moyennes. Durant ses premières années, il parle exclusivement la langue wallonne.
À 15 ans, il écrit ses premiers vers inspirés par une amie d'enfance, Bertha Detry. Dès lors, il ne cessera plus d'écrire. Élève brillant, il obtient la même année une bourse d'études et entre à l'École normale primaire de Tirlemont.
En 1918, il est nommé instituteur à Anderlecht dans la région de Bruxelles, où il enseigne, à l'école primaire no 2, avant de se consacrer entièrement à la littérature.

### Carrière littéraire
En 1919, il crée une revue littéraire, Nos Jeunes, qu'il rebaptise en 1920 La Revue indépendante. Maurice Carême collabore à la revue Anthologie de Georges Linze puis entre à La Revue sincère (1922) .
En 1924, Maurice Carême se marie avec  Andrée Gobron (1897-1990), (une institutrice de Dison, sœur de l'artiste peintre Roger Gobron). Il la surnommera « Caprine ». Elle lui inspire le recueil Chansons pour Caprine ainsi que les Contes pour Caprine.
Après une période de futurisme (1928-1930), il revient à une grande simplicité de ton.
Rapidement, le nom de Maurice Carême est associé à celui de poète de l'enfance.
En 1958, Maurice Carême donne sa première interview à la télévision, répondant aux questions de Jacques Antoine dans Le Temps et les Œuvres.  
Élu « Prince des poètes » au Café Procope à Paris en 1972 (une plaque commémorative apposée sur la façade le rappelle), Carême a vu son œuvre traduite dans de nombreuses langues.
Le thème de l'enfance constitue une part essentielle de son inspiration (un quart de son œuvre environ). Mais il est aussi un poète de la grandeur et de la misère de l'homme. Récompensée par de nombreux prix littéraires, son œuvre, illustrée par de grands artistes, a aussi été mise en musique par Paul Gilson, Darius Milhaud, Francis Poulenc, Jean Absil... Ses poèmes joignent à la simplicité de la forme l'expression d'une joie de vivre qui n'exclut pas une certaine gravité. Il a aussi traduit en français des poètes néerlandophones.

### La fondation Maurice Carême
Peu avant sa mort, Maurice Carême avait créé, avec ses amis les plus proches, une Fondation pour assurer la promotion de son œuvre et conserver ses archives. Il souhaitait également que sa maison reste un lieu de vie ouvert, en particulier aux enfants, pour leur faire découvrir la poésie. La Fondation Maurice Carême est l'ayant droit de l'écrivain. Elle publie une revue depuis 1978. Jeannine Burny, secrétaire du poète durant trente-cinq ans, est la présidente de la Fondation de la mort de Maurice Carême jusqu'à son propre décès survenu fin 2020. Elle a écrit un livre édité en 2007, intitulé Le jour s'en va toujours trop tôt : Sur les pas de Maurice Carême, où elle retrace sa relation avec le poète.
Après sa mort, la maison qu’il occupa de 1933 à 1978, et où demeure préservée l’atmosphère qui entourait l’écrivain-poète, est devenue le Musée Maurice Carême.
Le mausolée du poète est situé à côté du cimetière de Wavre, sa ville natale, qu'il a chantée notamment dans Brabant. On peut y lire quelques vers du poète :

« Puissé-je, quand la mort me croisera les mains,

Tandis que mon esprit rejoindra tes collines,

Reposer à jamais sur ta large poitrine

Comme un enfant qui dort, oublié dans le foin. »

Caprine Carême repose depuis 1990, date de son décès à Ostende, aux côtés de son époux.
De nouveaux recueils sont encore régulièrement publiés, réunissant des poèmes puisés dans son œuvre.
Une des principales écoles de Wavre porte son nom, l'Athénée royal Maurice Carême.

## Œuvres
Note : l'année indiquée entre parenthèses est la date de la première parution.

### Poésie
- 63 illustrations pour un jeu de l'oie (1925)
- Hôtel bourgeois (1926)
- Chansons pour Caprine (Éditions Henriquez, 1930)
- Reflets d’hélices (1932)
- Mère (1935) (Prix triennal de poésie 1937)
- Petite Flore (1937, Prix Edgar Poe)
- Femme (1946)
- La Lanterne magique (1947)
- La Maison blanche (1949), prix d’Académie française
- Petites légendes (1949)
- La Voix du silence (1951)
- L'eau passe (1952), prix International Syracuse, prix Auguste-Capdeville de l’Académie française en 1954
- Images perdues (1954)
- Heure de grâce (1957, Prix Félix Denayer, Prix de poésie religieuse)
- Pigeon vole (1958)
- L'Oiseleur (1959)
- La Flûte au verger (1960)
- La Grange bleue (1961)
- Pomme de reinette (1962)
- Bruges (1963)
- En sourdine (Éditions du Verseau, 1964)
- La Bien-aimée (1965)
- Brabant (1967, Prix de la Province de Brabant)
- Le Sablier (1969)
- Entre deux mondes (1970)
- L'Arlequin (1970)
- Mer du Nord (1971)
- L'Envers du miroir (1973), dessins de Marcel Delmotte
- Le Moulin de papier (1973)
- Almanach du ciel (1973), dessins de Marcel Delmotte
- De feu et de cendre (Éditions Nathan, 1974)
- Complaintes (1975)
- Figures (1977), dessins de Marcel Delmotte
- Au clair de la lune, dessins d'Henri-Victor Wolvens (Éditions ouvrières, 1977)
- Défier le destin (1987)
- De plus loin que la nuit (1993)
- Et puis après (2004)
- Être ou ne pas être (2008)
- Du ciel dans l'eau (2010)
- Souvenirs (2011)
- Le jongleur (2012)
- L'évangile selon saint Carême (2013)
- Fables (2014)
- La bouteille d'encre

Traductions du néerlandais :
- Anthologie de la poésie néerlandaise (1967, Prix de la traduction néerlandaise)
- Les Étoiles de la poésie de Flandre (1973)

### Contes et romans
- Le Martyre d'un supporter (roman, 1928)
- Le Royaume des fleurs (Éditions Bourrelier et Colin, 1934, Prix de littérature enfantine « Jeunesse »)
- Lancelot (1938)
- Contes pour Caprine (contes, 1948)
- Le Ruban Pompadour (contes, publié sous le pseudonyme « Orladour », 1948)
- La Bille de verre, couverture et neuf illustrations d'Élisabeth Ivanovsky (Éditions La Renaissance du Livre, 1951)
- Un Trou dans la tête (roman, 1964)
- Médua (roman, 1976)
- Le château sur la mer, contes fantastiques contes insolites (Éditions Fidès, 2008)
- Deux petits chiens, un hérisson, couverture et vingt-neuf dessins d'Élisabeth Ivanovsky (Gautier-Languereau Hachette, 1988)

### Autres textes
- Poèmes de gosses (essai, 1933)
- Proses d'enfants (essai, 1936)
- La Passagère Invisible (récit de voyage, 1950)

### Poèmes mis en musique
Beaucoup des deux mille huit cents poèmes de Maurice Carême ont été mis en musique par Darius Milhaud, Francis Poulenc, Henri Sauguet, Jacques Chailley (1910-1999), Florent Schmitt, Carl Orff, Fabrice Boulanger, etc.

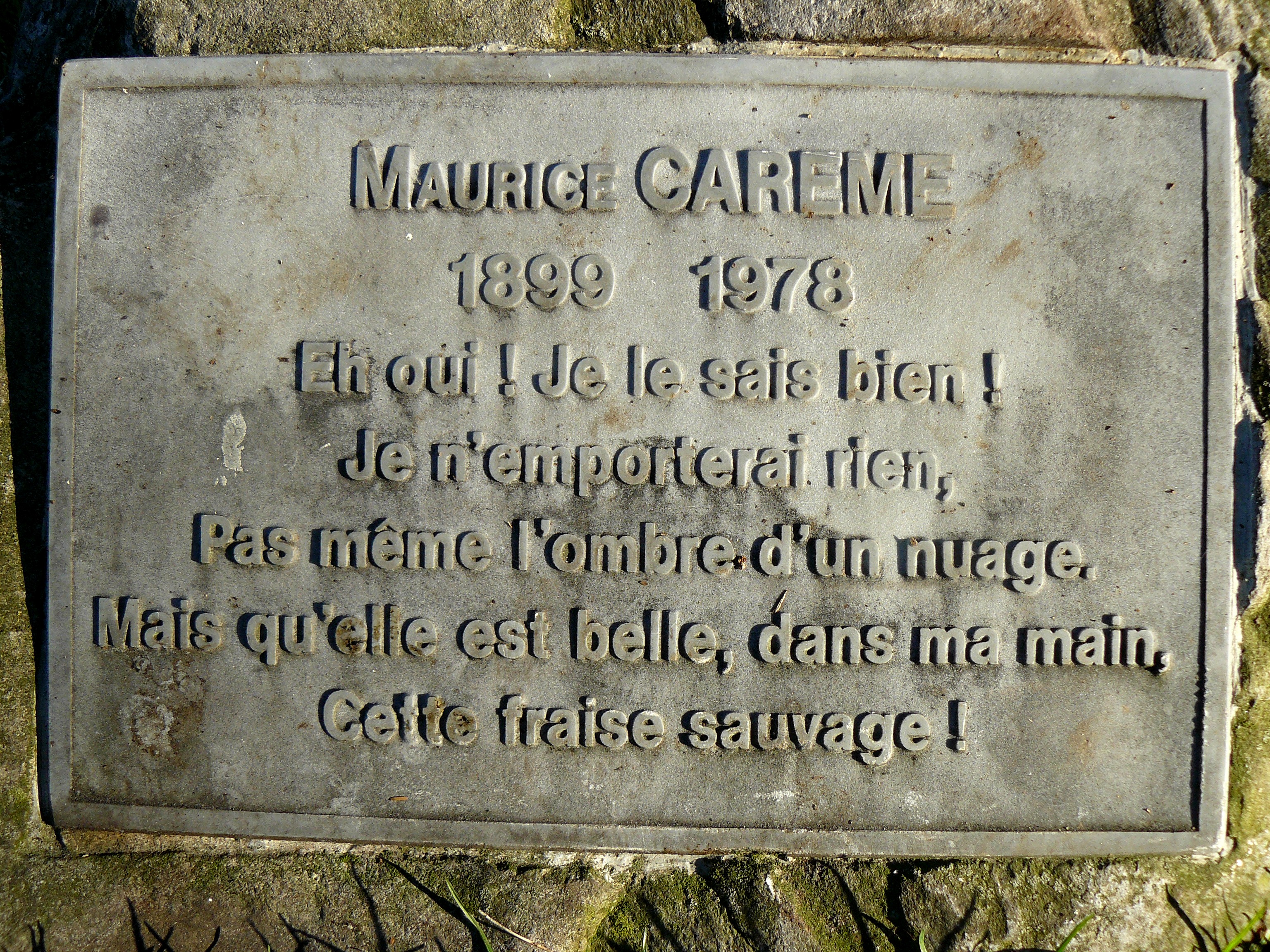
Vers de Maurice Carême
(Jardin des Poètes, Paris).

## Hommages

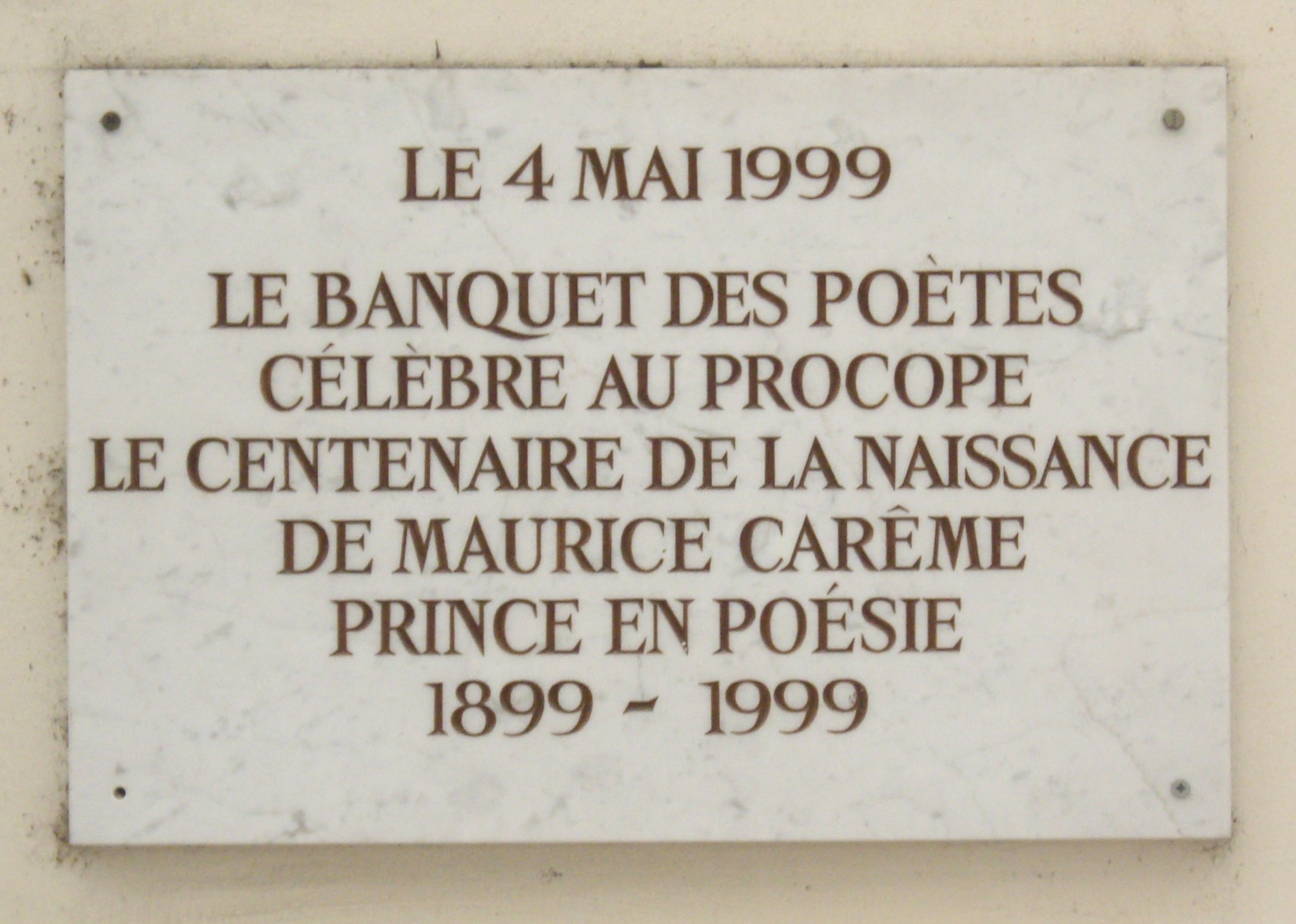
Plaque au Café Procope (Paris).

### Rues et monuments
- Un boulevard porte son nom à Anderlecht en Belgique
- Une petite rue à Barentin, en Seine-Maritime, porte désormais son nom. La promenade Maurice-Carême à Paris.

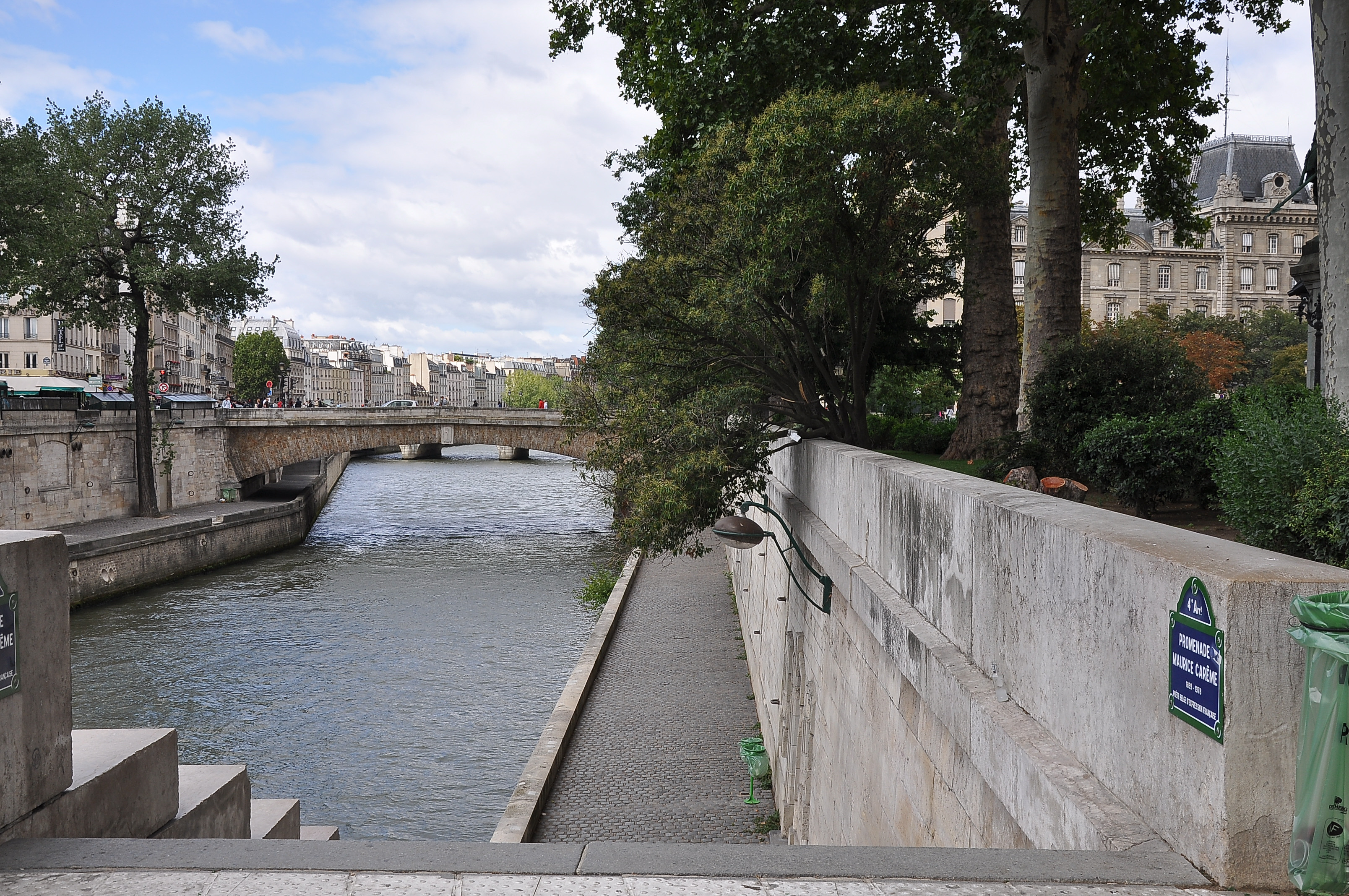
La promenade Maurice-Carême à Paris.

- Il existe depuis l’an 2000 une promenade Maurice-Carême sur l’île de la Cité à Paris.
- Une école fondamentale et secondaire à Wavre, L’Athénée Royal Maurice Carême , une école et un internat à Anderlecht, une école à Flémalle-Haute et seize écoles en France portent son nom.
- Une avenue porte son nom à Wavre.
- Une rue porte son nom à Divion.
- Caprine Carême fit don à la ville d'Ottignies d'une série de souvenirs personnels, proposant à cette ville d'honorer la mémoire de son époux en lui consacrant un lieu de mémoire et une petite bibliothèque spécialisée ouverte au public.
- Le centre culturel d'Anderlecht a été appelé « Espace Maurice Carême » en hommage au poète.

### Musée Maurice Carême
La maison de Maurice Carême, surnommée « la maison blanche », est devenue un musée à la mort de l'auteur. Elle conserve intact le cadre dans lequel il vécut et écrivit. On peut y découvrir les œuvres de peintres avec qui il noua des liens d'amitié comme Paul Delvaux, Felix De Boeck, Henri-Victor Wolvens, Luc De Decker, Léon Navez, Marcel Delmotte, Roger Somville, Lismonde…
Le musée conserve un fonds d'archives qui comprend des manuscrits, des tapuscrits, des éditions précieuses et de la correspondance. Y figurent, notamment, des lettres échangées avec des personnalités du monde littéraire, comme Michel de Ghelderode, Paul Fort, Jules Supervielle, Thomas Owen, Gaston Bachelard ainsi que des lettres et des partitions autographes ou dédicacées de Francis Poulenc, Darius Milhaud, Jacques Chailley, Arthur Honegger, Carl Orff (lequel a mis en musique le poème "la litanie des écoliers")

### Prix Maurice Carême
La maison blanche est le siège de la fondation Maurice Carême qui assure la promotion de l’œuvre et met en valeur la poésie francophone de Belgique. Elle décerne tous les deux ans le « prix Maurice Carême » :
- le « prix Maurice Carême de Poésie » est attribué à un recueil de poésie écrit par un poète belge ou résidant en Belgique ;
- le « prix Maurice Carême d'études littéraires » couronne un travail scientifique réalisé sur l’œuvre de Maurice Carême.